# Joseph Wagner (Kupferstecher)
Joseph Wagner (* 1706 in Thalendorf am Bodensee; † 1780 in Venedig) war ein deutscher Kupferstecher.
Er ist insbesondere für Porträts von Zeitgenossen bekannt, die er nach Vorlagen bekannter Künstler, darunter insbesondere auch seines Lehrers Jacopo Amigoni verfasste. Es finden sich aber auch Stiche von Gemäldevorlagen mit religiösen und allegorischen Motiven sowie mythologische Darstellungen, Landschaften mit Tieren und architektonischen Prospecten.

## Leben

### Ausbildung bei Jacopo Amigoni
Wagner ging im Alter von Jahre 1720, im Alter von 14 Jahren, nach München und durchlief eine Ausbildung zum Maler bei dem später hochdotierten Porträt- und Historienmaler Jacopo Amigoni, der seit 1715 in Diensten des bayerischen Kurfürsten Max II. Emanuel stand. Parallel dazu ließ er sich von Franz Xaver Joseph Späth in den Prinzipien der Kupferstecherei ausbilden. Zusammen mit seinem Lehrmeister Amigoni ging Wagner 1726 nach Italien und vervollkommnete seine Studien an der Kunstakademie in Bologna.

### London 1730–1739: Wagner und Amigoni & Farinelli

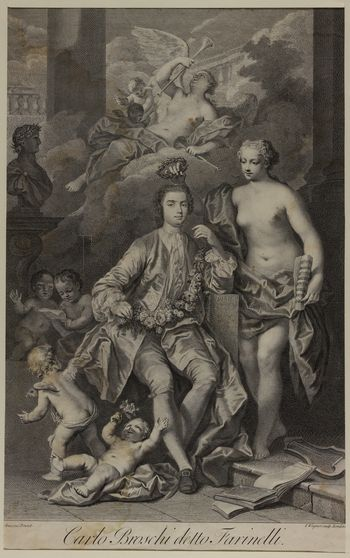
Kupferstich von Joseph Wagner eines Gemäldes des Kastratensängers Farinelli, als von den Musen gekrönter Sänger – nach einer Vorlage von Jacopo Amigoni

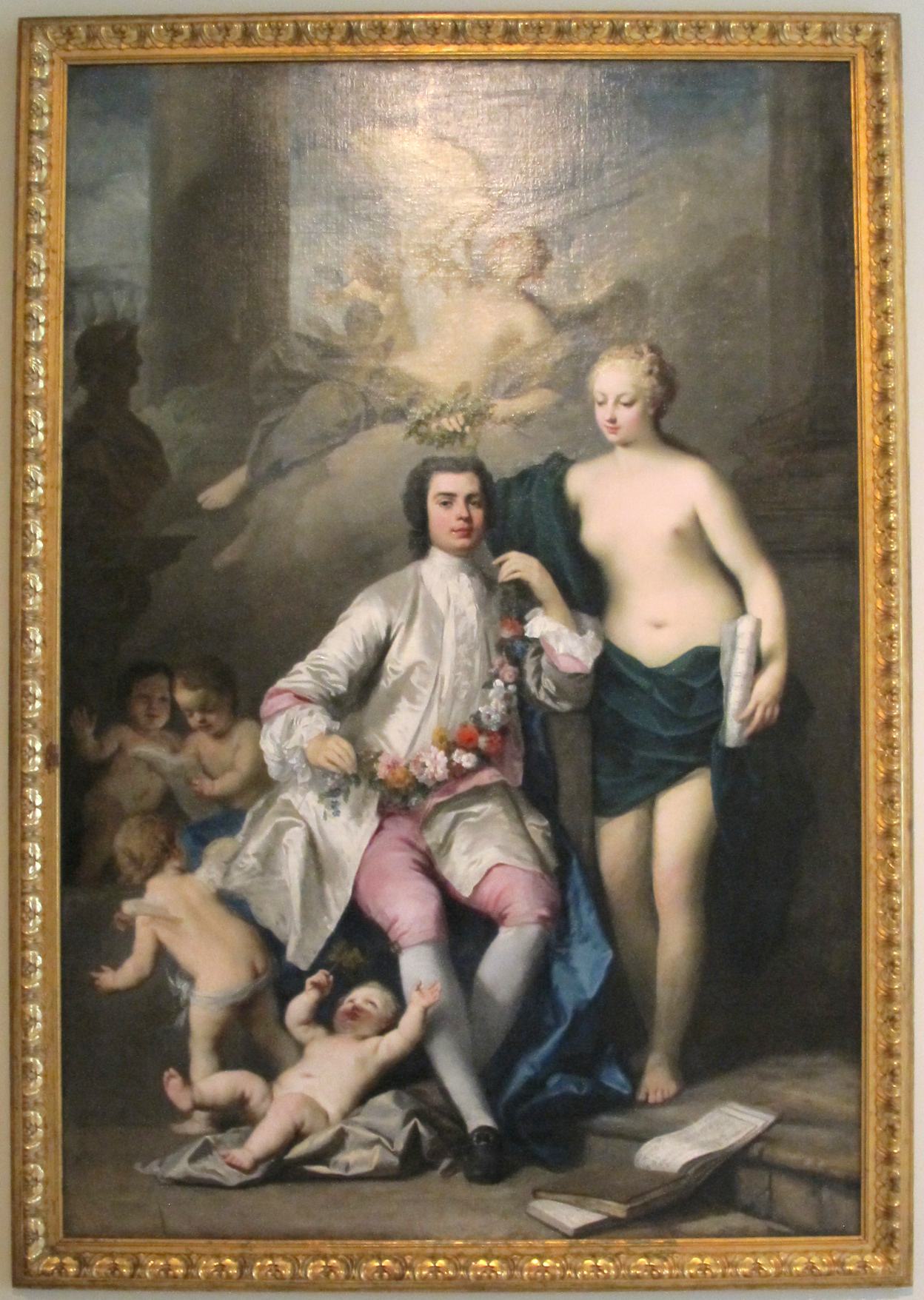
Die Grundlage des o. g. Stiches bildete dieses Gemälde Amigonis.

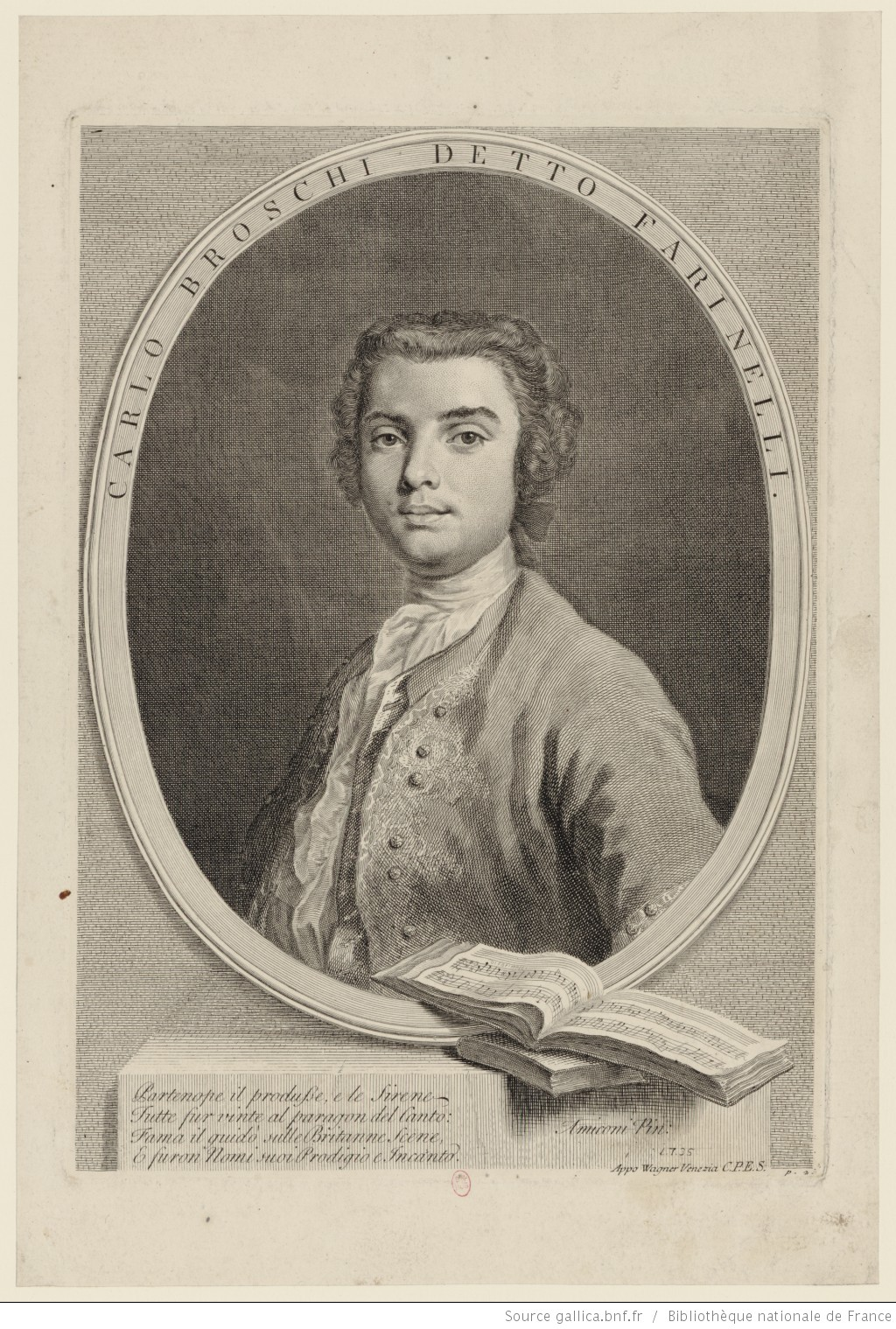
Joseph Wagner – Ovales Farinelli-Porträt, nach Amigoni

1730 ging Wagner, wie Amigoni auch, nach London. Offenbar hatte Amigoni regen Kontakt zu dem Kastratensänger Carlo Brosch, genannt Farinelli, der bei dem neapolitanischen, dann in Venedig tätigen Komponisten und Gesangslehrer Nicola Porpora gelernt hatte und von diesem nach London verpflichtet worden war. In London wurde Farinelli, obwohl er nur von 1734 bis 1735 in der englischen Hauptstadt bleiben sollte, der Star der Opernbühne und nicht nur zum bestbezahlten Sänger seiner Zeit, sondern auch zum Liebling der Adligen, die sich gleichsam darum drängten, ihn reich beschenken zu dürfen. Es wird kolportiert, dass Porpora und Amigoni, Farinelli gleichsam als Zugpferd nutzend, durch ihn auch zu lukrativen und sehr gut bezahlten Aufträgen kamen. Wahrscheinlich hat auch Wagner davon genutznießt, denn er fertigte auf der Grundlage diverser Farinelli-Gemälde, die Amigoni produziert hatte, Stiche an, und diese finden sich in zahlreichen Museen und Privatsammlungen.
Diese Tradition beibehaltend, gibt es Kupferstiche diverser Gemälde von Jacopo Amigoni (siehe unten im Werkverzeichnis).
Zwischenzeitlich ging Wagner nach Paris, um bei dem Kupferstecher Laurent Cars seine Kunstfertigkeiten zu vervollkommnen, kehrte aber bald wieder nach London zurück und arbeitete weiter bei bzw. für Amigoni, bis dieser 1739 nach Venedig übersiedelte.

### Venedig: die Wagnersche Kupferstecherschule
Auch als Amigoni 1739 nach Venedig zurückkehrte, ging Wagner mit ihm und eröffnete dort eine eigene Kunsthandlung mit eigenem Verlag und eine Ausbildungsstätte für Kupferstecher. Aus dieser gingen einige bekannte Künstler wie Giovanni Volpato und Francesco Bartolozzi hervor. Hyacinth Holland schreibt:

„Die ersteren Arbeiten dieser bald berühmten Künstler erschienen in Wagner’s Verlag und nach der damaligen, leider noch lange währenden Unsitte, auch unter dessen Namen, so daß es fast unmöglich wird, den jeweiligen Stecher zu bestimmen. Die besten Blätter seiner Schüler, darunter F. Berardi, Flipart, F. Brünet, A. Capellan, Jampicoli u. s. w. gab W. mit seiner Firma heraus, es lief auch viel Fabrikwaare mit unter, obwohl W. mit Geschick die Radirnadel und den Grabstichel zu handhaben wußte, in breiter und gefälliger Manier arbeitete, auch schon die Farbe verständig anzudeuten versuchte, wobei sein rautenförmiges Korn große Kraft bekam.“

## Würdigung
Johann Rudolf Füssli im Allgemeinen Künstlerlexicon von 1779 würdigt Wagner wie folgt:

„Seine Manier, Historien mit der Nadel und mit dem Grabeifen auszuführen, ist eine der verständigsten, reinsten und angenehmsten. Er ist einer von denjenigen Männern, welche Deutschland in dem XVIII. Jahrhundert mit ihren, auf einen sehr hohen Stafel (sic!) der Vollkommenheit gebrachten Künsten so viel Ehre gemacht.“

72 Jahre später, im Jahre 1851, resümiert das Neue allgemeine Künstler-Lexicon von Georg Kaspar Nagler:

„Nach einiger Zeit ging er wieder nach England, und verblieb da fast fünf Jahre im Hause Amiconi's, bis dieser 1739 nach Venedig sich begab, wo Wagner sein Glück fand. Er gründete eine Kunsthandlung, und verband damit eine Kuplerstecherschule, aus welcher namhafte Schüler hervorgingen, die aber in der Folge den Meister weit überflügelten, besonders Volpato und Bartolozzi … Viele dieser Wagner'schen Verlagsartikel sind auch unbedeutend, eigentliche Fabrikwaare. Er selbst aber hatte als Künstler Ruf, da er die Nadel und den Grabstichel gut zu handhaben wusste. Er arbeitete in einer gefälligen und breiten Manier, in der Weise des Jakob Frey. Auch deutete er die Farbe verständig an, wobei sein rautenformiges Korn grosse Kraft bekam. Ehedem sah man die Wagner'schen Stiche als Zierden in Zimmern vornehmer Häuser, diese Zeit aber ist längst vorbei.“

## Werke (Auswahl)

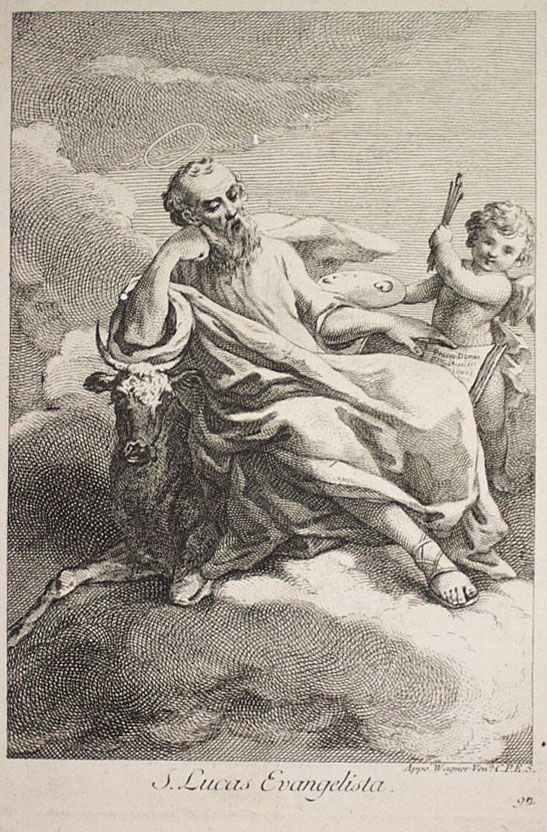
Joseph Wagner – Der hl. Lucas

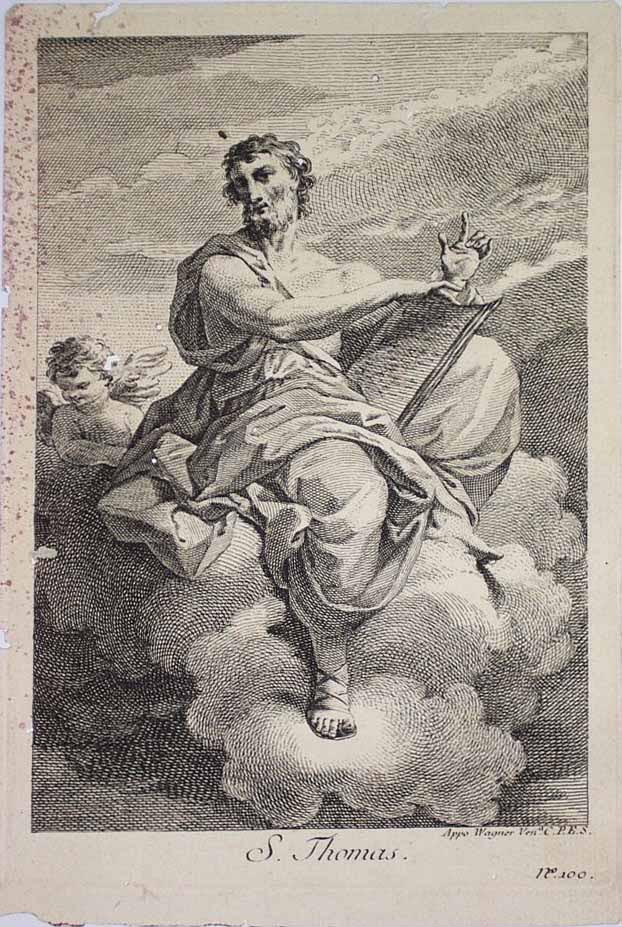
Joseph Wagner – Der hl. Thomas

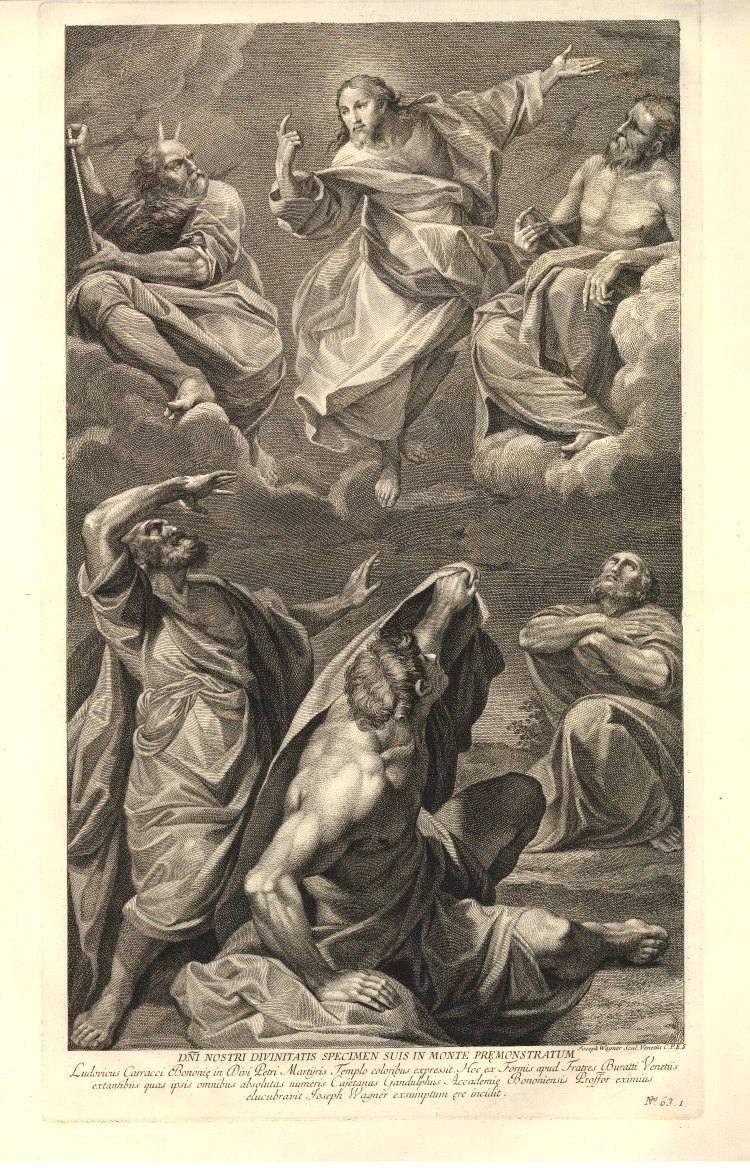
Joseph Wagner – Die Verklärung Christi auf dem Tabor, nach Ludovio Carraccis Gemälde in S. Pietro in Bologna

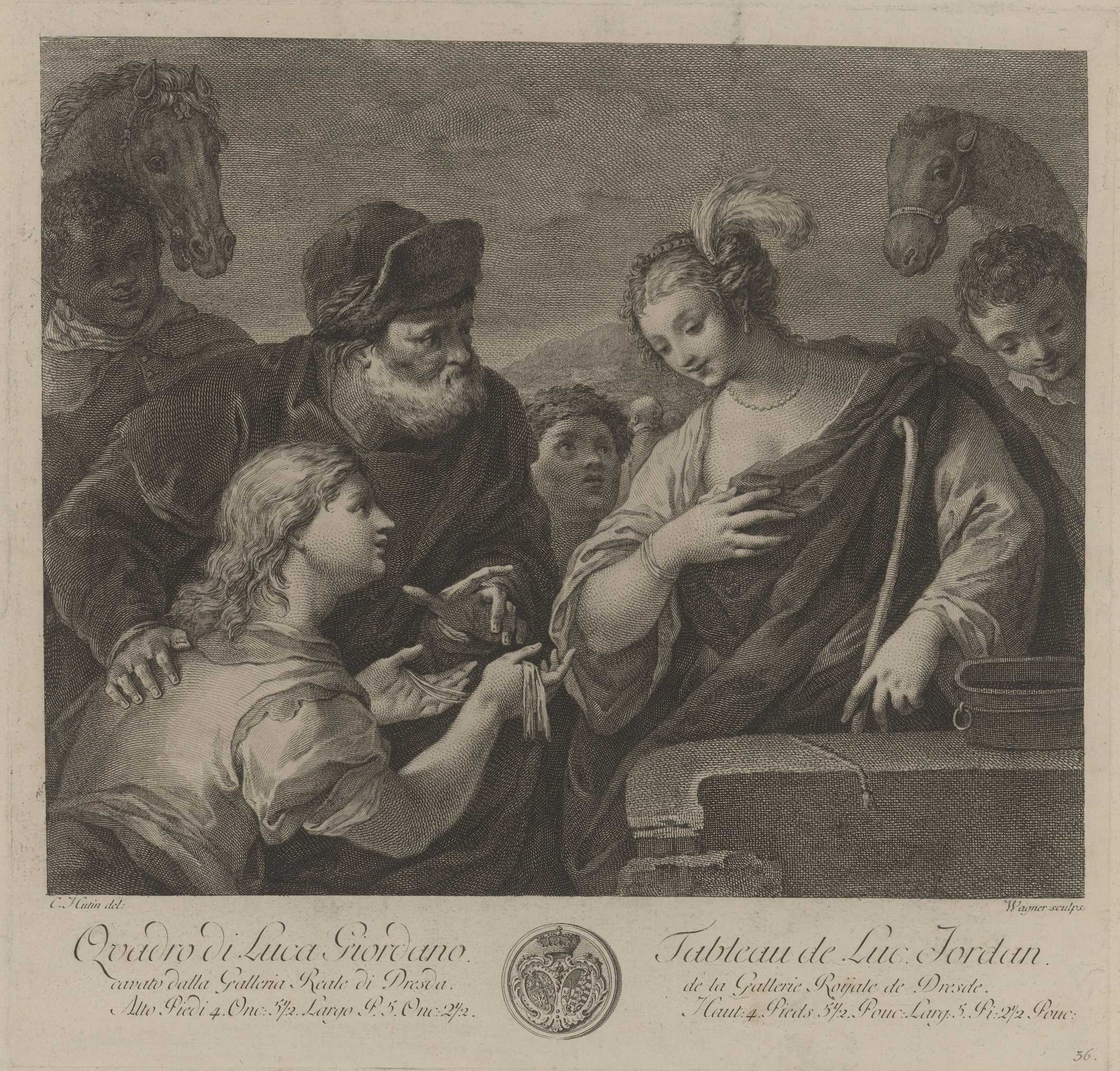
Joseph Wagner – Rebecca und Elieser am Brunnen, nach Luca Giordanos Bild in der Dresdner Galerie der Alten Meister

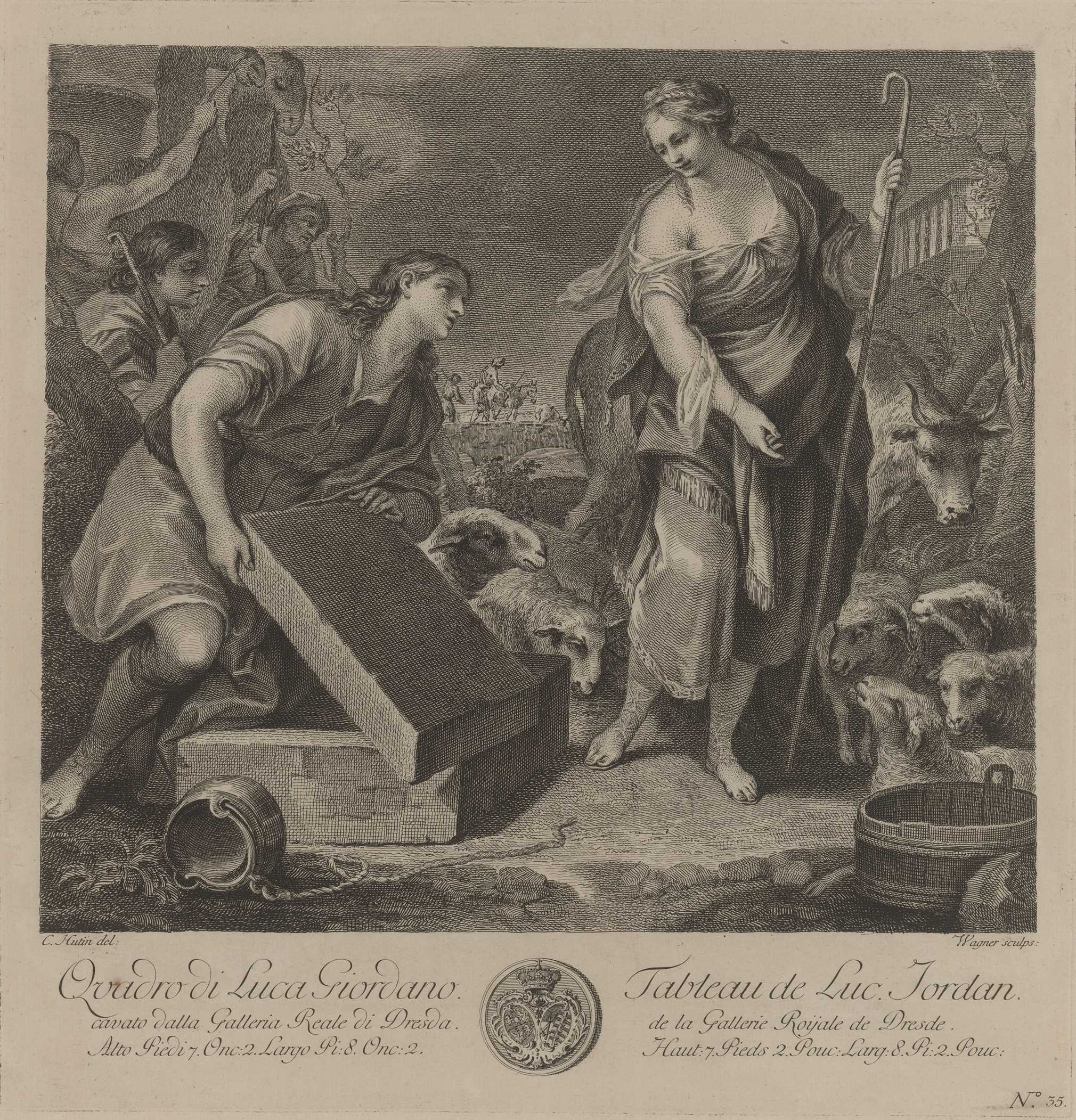
Joseph Wagner – Jacob und Rahel am Brunnen, nach Luca Giordanos Bild in der Dresdner Galerie der Alten Meister

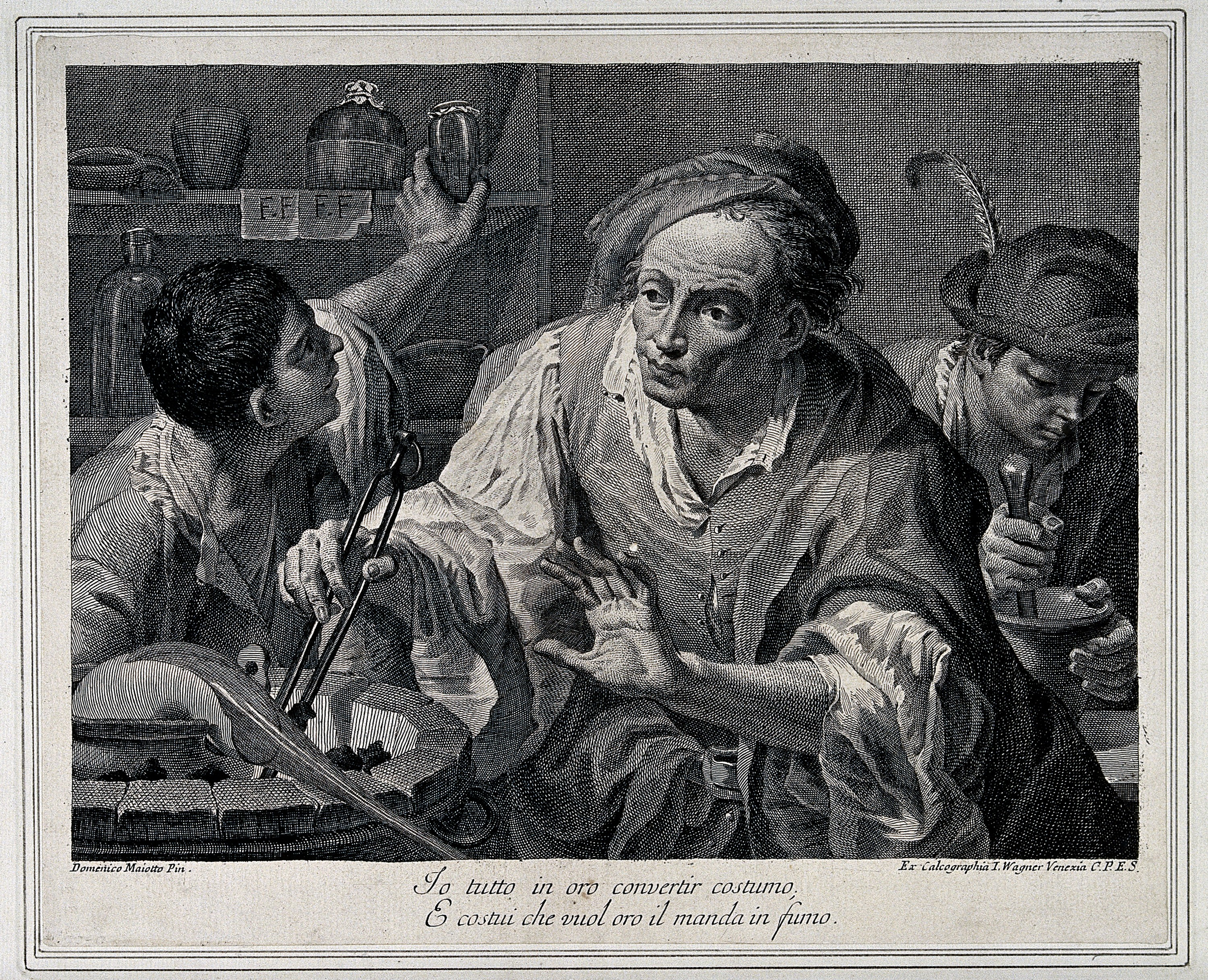
Joseph Wagner – Der Alchemist

### Porträts
- Petrus Magnus Russorum Imperator. Zur Seite der Minerva, ganze Figur. Nach Jacopo Amigoni
- Anna Prima Russorum Imperatrix, ganze Figur in reichem Custöm. Nach Jacopo Amigoni
- Elisabeth Petrowna, Kaiserin von Russland, halbe Figur in Wolken. Nach Jacopo Amigoni
- Antiochus Princeps de Cautemir, russischer Gesandter in London. Nach Jacopo Amigoni
- Carolin Cignani Bononicus — act 58. Nach I. D. Feretti.
- Andrea Commodi Pittore. Nach Andrea Commodi für die Serie de' ritratti
- Rosalba Carriera. Effigies manu ipsius pieta
- Carlo Broschi, detto Farinelli, von der Göttin der Harmonie -gekrönt. Nach Jacopo Amigoni, gr. fol.
- Paolo Rolli Tubertino, nach Amiconi

### Religiöse Motive
- Cain nach dem Brudermord vor dem Herrn fliehend, nach B. Lutti
- Rebecca und Elieser am Brunnen, nach Luca Giordanos Bild in der Dresdner Galerie der Alten Meister
- Jakob und Rahel, nach Giordano's Gemälde in derselben Galerie, gr. qu. fol.
- Loth und seine Töchter, nach J. Zocchi, gr. fol.
- Das Schweisstuch von vier Engeln umgeben, nach Amigoni
- Die Verklärung Christi auf dem Tabor, nach Ludovio Carraccis Gemälde in der St. Peterskirche zu Bologna
- Die Erweckung des Lazarus
- Die hl. Jungfrau mit dem Kinde und dem kleinen Johannes auf dem Throne, unten drei Heilige, Nach Paul Veroneses Bild in der Kirche San Zaccharia in Venedig
- Jesus und Johannes in einer Landschaft mit dem Lamme spielend, nach A. D. Gabbiani
- Christus das Brod segnend, nach Gabbiani
- Magdalena salbet dem Heiland die Füsse, nach B. Lutti
- Die Himmelfahrt der Maria, nach Agostino Carraccis Bild in der Kirche San Salvator zu Bologna
- Die Himmelfahrt der Maria, nach G. B. Tiepolo
- Die Himmelfahrt der Maria, nach Piazetta's Gemälde in einer Kirche zu Frankfurt am Main
- Die Geburt des Täufers Johannes, nach L. Carracci
- Die hl. Veronica, halbe Figur nach S. Vouet
- Der hl. Dominicus lässt die Bücher der Albingenser verbrennen, nach L. Spada's Gemülde in Bologna
- Der hl. Dominicus erweckt ein Kind, nach A. Tiarini in der Kirche des Heiligen zu Bologna

### Mythologische Motive
- Der sterbende Fechter, nach der Antike, für Boydell gestochen 1744.
- Merkur sucht den Argus einzuschläfern, nach J. Jordaeus.
- Herkules und Omphale. nach F. Magiotto
- Diana im Bade von Aktäon überrascht, nach Antonio Bellucci
- V'in Bacchanale. Links sitzt Silen, und der Faun fährt den kleinen Bacchus auf dem Karren. Mach G. Lazarini
- Herkules am Eingange in die hesperidischen Gärten, nach A. Marchesini
- Ariadnc und Bacchus, nach Jacopo Amigoni
- Venus und Adonis, nach Jacopo Amigoni
- Venus und Amor auf dem Bette, nach Jacopo Amigoni

Quelle:

## Schüler
Das Allgemeines Künstlerlexicon von Johann Rudolf Füssli nennt als Schüler Joseph Wagners:
- Francesco Bartolozzi
- Fabio Berardi
- Johann Baptist Brostolon
- Bartolommeo Crivellari
- Giovanni Ottaviani
- Johann Gottlieb Prestel[6]